# Jürgen Linden
Jürgen Linden (Aquisgrana, 13 gennaio 1947) è un politico tedesco, sindaco di Aquisgrana dal 1989 al 2009.